# Episodi di Future Card Buddyfight X: All-Star Fight
Future Card Buddyfight X: All-Star Fight è stato trasmesso originalmente in Giappone dal 7 aprile al 26 maggio 2018 su TV Aichi e TV Tokyo per un totale di 8 episodi.
Sigla di apertura
- Buddyfighter x Buddyfighter cantata da Jun Shirota (ep. 53-60)

Sigla di chiusura
B.O.F cantata dalle Poppin'Party (ep. 53-60)

## Lista episodi
| Nº       | Giapponese 「Kanji」 - Rōmaji                                                                    | In onda        | In onda |
| Nº       | Giapponese 「Kanji」 - Rōmaji                                                                    | Giapponese     |         |
| 53 (218) | 「GGGカップ開催！オールスター大集合!」 - GGG Kappu kaisai! Ōrusutā dai shūgō!                    | 7 aprile 2018  |         |
| 54 (219) | 「牙王ＶＳカナタ！バッツ・ドラム・バル勢ぞろい!!」 - Gao VS Kanata! Battsu Dramu Baru seizoroi!! | 14 aprile 2018 |         |
| 55 (220) | 「ラスボス総進撃！ワルモノは誰だ!!」 - Rasubosu sō shingeki! Warumono wa dare da!                | 21 aprile 2018 |         |
| 56 (221) | 「パル子がバブ～っ！牙王、初めての実況！！」 - Paru ko ga babu~! Gaō, hajimete no jikkyō!!       | 28 aprile 2018 |         |
| 57 (222) | 「燃えよノボル！涙のガチンコファイト!!」 - Moeyo Noboru! Namida no gachinko faito!               | 5 maggio 2018  |         |
| 58 (223) | 「壮絶！煉獄騎士ＶＳ創世の超竜神!!」 - Sōzetsu! Rengoku kishi VS Sōsei no Chō-Ryūjin!!           | 12 maggio 2018 |         |
| 59 (224) | 「宿命の対決!未門牙王VS龍炎寺タスク!!」 - Shukumei no taiketsu! Mikado Gao VS Ryuenji Tasuku!!   | 19 maggio 2018 |         |
| 60 (225) | 「またな！太陽番長よ永遠に！！」 - Mata na! Taiyō Banchō yo eien ni!!                            | 26 maggio 2018 |         |